# Lijst van nummer 1-albums in de Album Top 100 in 1995
Onderstaande albums stonden in 1995 op nummer 1 in de Album Top 100, de voorloper van de huidige Media Markt Album Top 40. De lijst werd samengesteld door de Stichting Nederlandse Top 40.
| Nummer | Datum        | Artiest                       | Titel                                      |
| ------ | ------------ | ----------------------------- | ------------------------------------------ |
| 256    | 7 januari    | André Rieu                    | Strauß & co                                |
|        | 14 januari   | André Rieu                    | Strauß & co                                |
|        | 21 januari   | André Rieu                    | Strauß & co                                |
| 257    | 28 januari   | Irene Moors & De Smurfen      | Ga mee naar Smurfenland                    |
|        | 4 februari   | Irene Moors & de Smurfen      | Ga mee naar Smurfenland                    |
|        | 11 februari  | Irene Moors & de Smurfen      | Ga mee naar Smurfenland                    |
| 256    | 18 februari  | André Rieu                    | Strauß & co                                |
|        | 25 februari  | André Rieu                    | Strauß & co                                |
|        | 4 maart      | André Rieu                    | Strauß & co                                |
|        | 11 maart     | André Rieu                    | Strauß & co                                |
|        | 18 maart     | André Rieu                    | Strauß & co                                |
|        | 25 maart     | André Rieu                    | Strauß & co                                |
|        | 1 april      | André Rieu                    | Strauß & co                                |
|        | 8 april      | André Rieu                    | Strauß & co                                |
|        | 15 april     | André Rieu                    | Strauß & co                                |
|        | 22 april     | André Rieu                    | Strauß & co                                |
|        | 29 april     | André Rieu                    | Strauß & co                                |
|        | 6 mei        | André Rieu                    | Strauß & co                                |
| 258    | 13 mei       | Vangelis                      | 1492 - Conquest of paradise                |
|        | 20 mei       | Vangelis                      | 1492 - Conquest of paradise                |
|        | 27 mei       | Vangelis                      | 1492 - Conquest of paradise                |
|        | 3 juni       | Vangelis                      | 1492 - Conquest of paradise                |
|        | 10 juni      | Vangelis                      | 1492 - Conquest of paradise                |
| 259    | 17 juni      | Pink Floyd                    | P.U.L.S.E.                                 |
|        | 24 juni      | Pink Floyd                    | P.U.L.S.E.                                 |
| 260    | 1 juli       | Michael Jackson               | HIStory: Past, present and future - Book I |
|        | 8 juli       | Michael Jackson               | HIStory: Past, present and future - Book I |
|        | 15 juli      | Michael Jackson               | HIStory: Past, present and future - Book I |
| 261    | 22 juli      | René Froger                   | Live in concert                            |
|        | 29 juli      | René Froger                   | Live in concert                            |
| 262    | 5 augustus   | Clouseau                      | Oker                                       |
|        | 12 augustus  | Clouseau                      | Oker                                       |
|        | 19 augustus  | Clouseau                      | Oker                                       |
|        | 26 augustus  | Clouseau                      | Oker                                       |
|        | 2 september  | Clouseau                      | Oker                                       |
|        | 9 september  | Clouseau                      | Oker                                       |
|        | 16 september | Clouseau                      | Oker                                       |
|        | 23 september | Clouseau                      | Oker                                       |
|        | 30 september | Clouseau                      | Oker                                       |
|        | 7 oktober    | Clouseau                      | Oker                                       |
|        | 14 oktober   | Clouseau                      | Oker                                       |
|        | 21 oktober   | Clouseau                      | Oker                                       |
| 263    | 28 oktober   | Mariah Carey                  | Daydream                                   |
| 264    | 4 november   | Céline Dion                   | D'eux                                      |
| 265    | 11 november  | André Rieu                    | Wiener melange                             |
|        | 18 november  | André Rieu                    | Wiener melange                             |
| 266    | 25 november  | Queen                         | Made in heaven                             |
|        | 2 december   | Queen                         | Made in heaven                             |
| 267    | 9 december   | De Smurfen                    | Smurfen houseparty                         |
| 266    | 16 december  | Queen                         | Made in heaven                             |
|        | 23 december  | Queen                         | Made in heaven                             |
|        | 30 december  | geen Album Top 100 verschenen | geen Album Top 100 verschenen              |

Lijsten van nummer 1-albums in de Nederlandse Album Top 100

1969 ·
1970 ·
1971 ·
1972 ·
1973 ·
1974 ·
1975 ·
1976 ·
1977 ·
1978 ·
1979 ·
1980 ·
1981 ·
1982 ·
1983 ·
1984 ·
1985 ·
1986 ·
1987 ·
1988 ·
1989 ·
1990 ·
1991 ·
1992 ·
1993 ·
1994 ·
1995 ·
1996 ·
1997 ·
1998 ·
1999 ·
2000 ·
2001 ·
2002 ·
2003 ·
2004 ·
2005 ·
2006 ·
2007 ·
2008 ·
2009 ·
2010 ·
2011 ·
2012 ·
2013 ·
2014 ·
2015 ·
2016 ·
2017 ·
2018 ·
2019 ·
2020 ·
2021 ·
2022 ·
2023 ·
2024 ·
2025

Lijsten van nummer 1-albums van de Stichting Nederlandse Top 40

1969 ·
1970 ·
1971 ·
1972 ·
1973 ·
1974 ·
1975 ·
1976 ·
1977 ·
1978 ·
1979 ·
1980 ·
1981 ·
1982 ·
1983 ·
1984 ·
1985 ·
1986 ·
1987 ·
1988 ·
1989 ·
1990 ·
1991 ·
1992 ·
1993 ·
1994 ·
1995 ·
1996 ·
1997 ·
1998 ·
1999 ·
2011 ·
2012 ·
2013 ·
2014 ·
2015
- Nederland
- Nederland (Album Top 100)
- Vlaanderen